# Рибовилле (коммуна)
Рибовилле (фр. Ribeauvillé, также Рибовиль), или Раппольтсвайлер (нем. Rappoltsweiler, эльз. Rappschwihr) — коммуна на северо-востоке Франции в регионе Гранд-Эст (бывший Эльзас — Шампань — Арденны — Лотарингия), департамент Верхний Рейн, округ Кольмар — Рибовилле, кантон Сент-Мари-о-Мин. До марта 2015 года коммуна являлась административным центром одноимённого упразднённого кантона (округ Рибовилле).
Площадь коммуны — 32,21 км², население — 4973 человека (2006) с тенденцией к стабилизации: 4806 человек (2012), плотность населения — 149,2 чел/км².

## Население
Численность населения коммуны в 2011 году составляла 4841 человек, а в 2012 году — 4806 человек.
| 1962 | 1968 | 1975 | 1982 | 1990 | 1999 | 2004 | 2006 | 2008 | 2011 | 2012 |
| ---- | ---- | ---- | ---- | ---- | ---- | ---- | ---- | ---- | ---- | ---- |
| 4314 | 4137 | 4282 | 4506 | 4774 | 4929 | 4948 | 4973 | 4857 | 4841 | 4806 |

Динамика населения:

## Экономика
В 2010 году из 2992 человек трудоспособного возраста (от 15 до 64 лет) 2258 были экономически активными, 734 — неактивными (показатель активности 75,5 %, в 1999 году — 74,4 %). Из 2258 активных трудоспособных жителей работали 2017 человек (1056 мужчин и 961 женщина), 241 числились безработными (113 мужчин и 128 женщин). Среди 734 трудоспособных неактивных граждан 205 были учениками либо студентами, 319 — пенсионерами, а ещё 210 — были неактивны в силу других причин.
На протяжении 2011 года в коммуне числилось 2039 облагаемых налогом домохозяйств, в которых проживало 4507 человек. При этом медиана доходов составила 20628 евро на одного налогоплательщика.

## Города-побратимы
- Ландау-ин-дер-Пфальц (нем. Landau in der Pfalz), Германия

## Достопримечательности (фотогалерея)

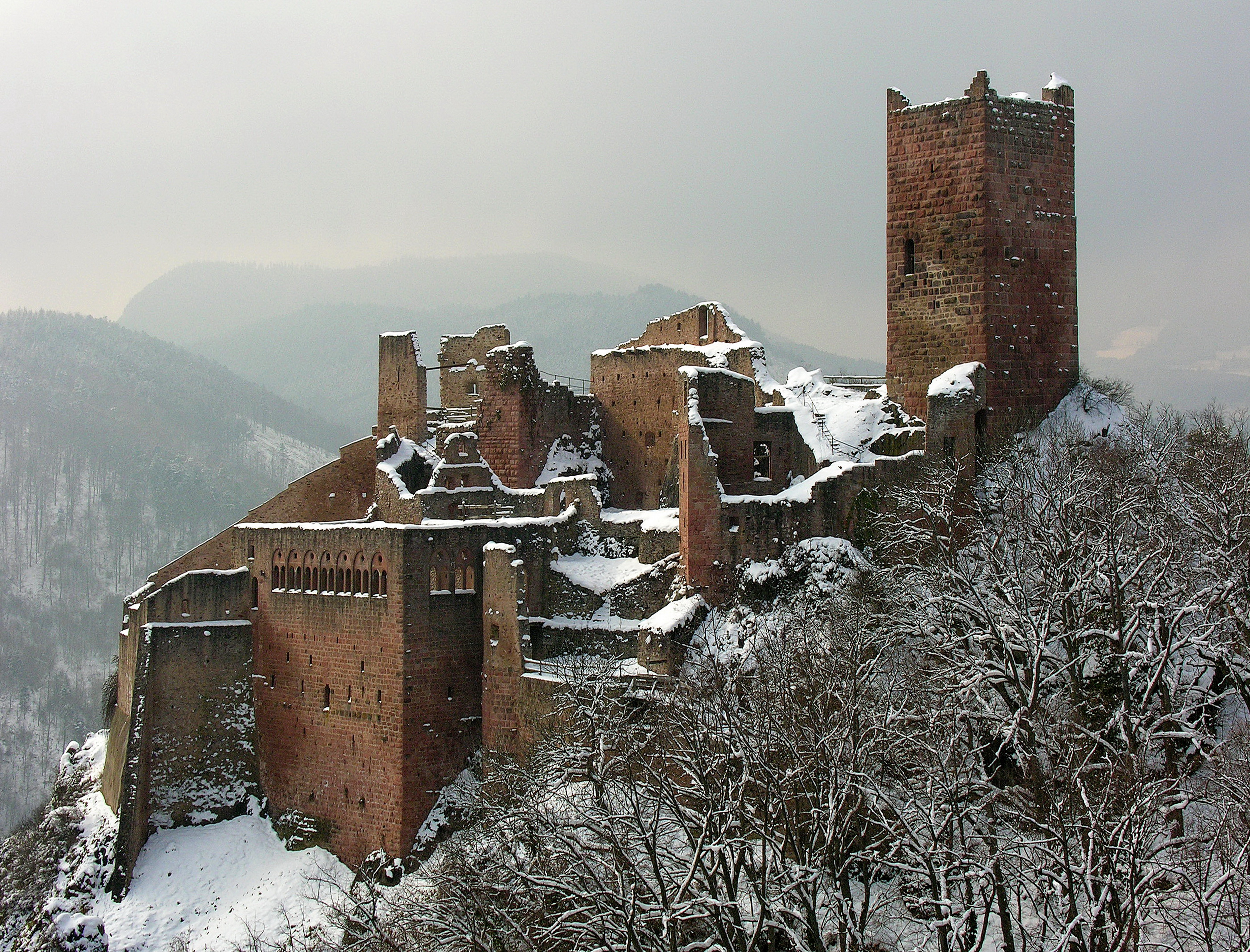
Шато д‘Сен-Ульрих
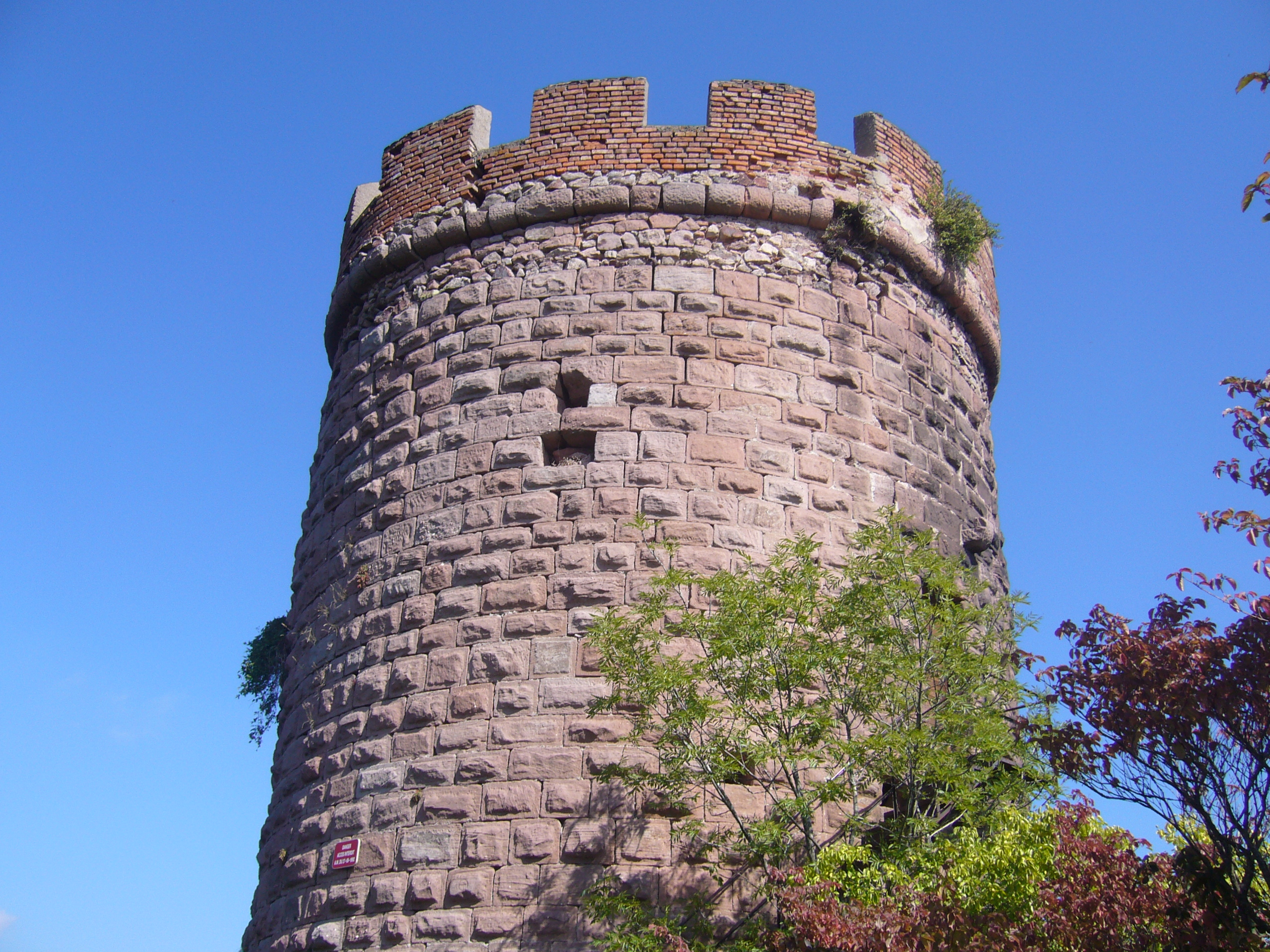
Башня
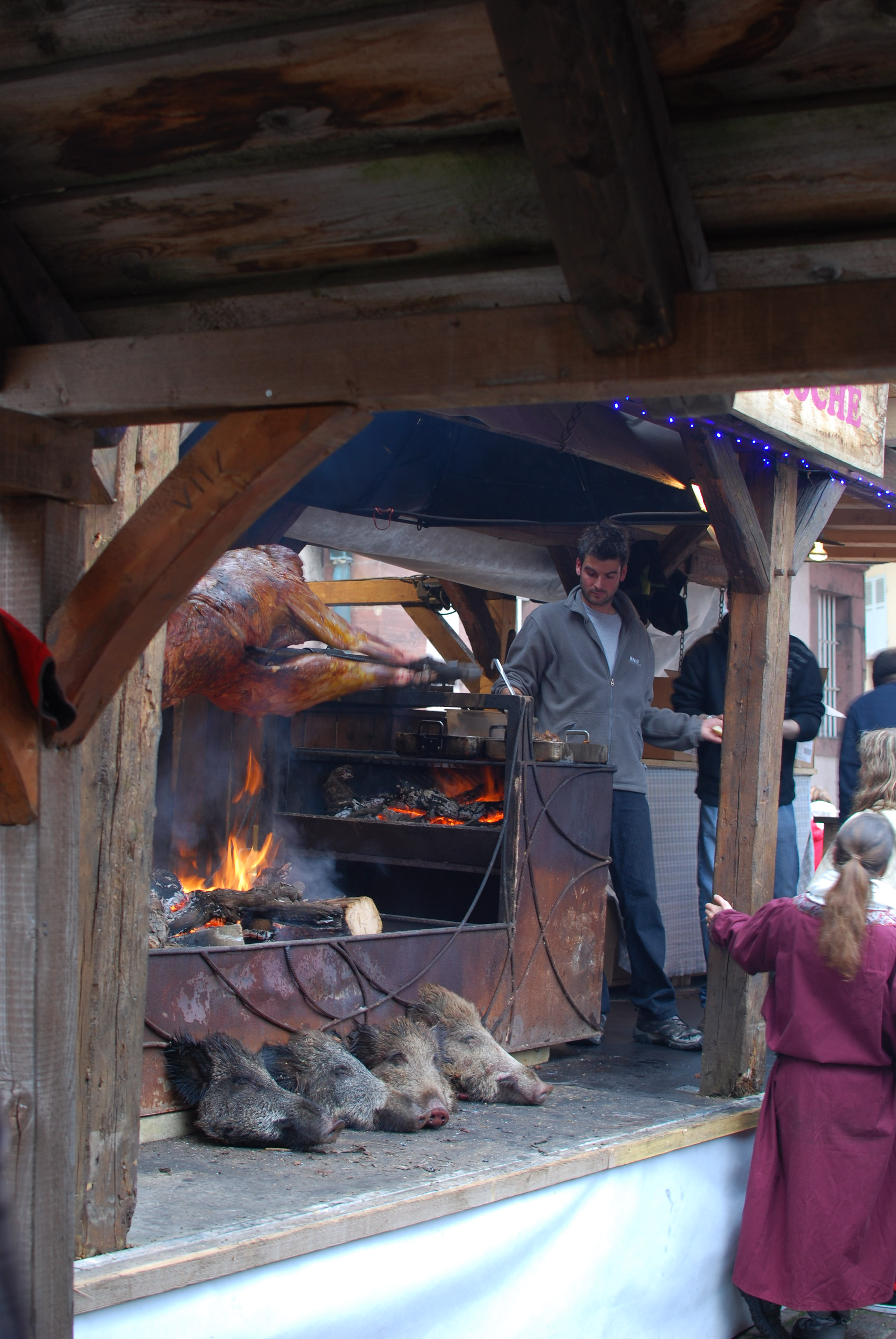
Рождество в средневековых традициях
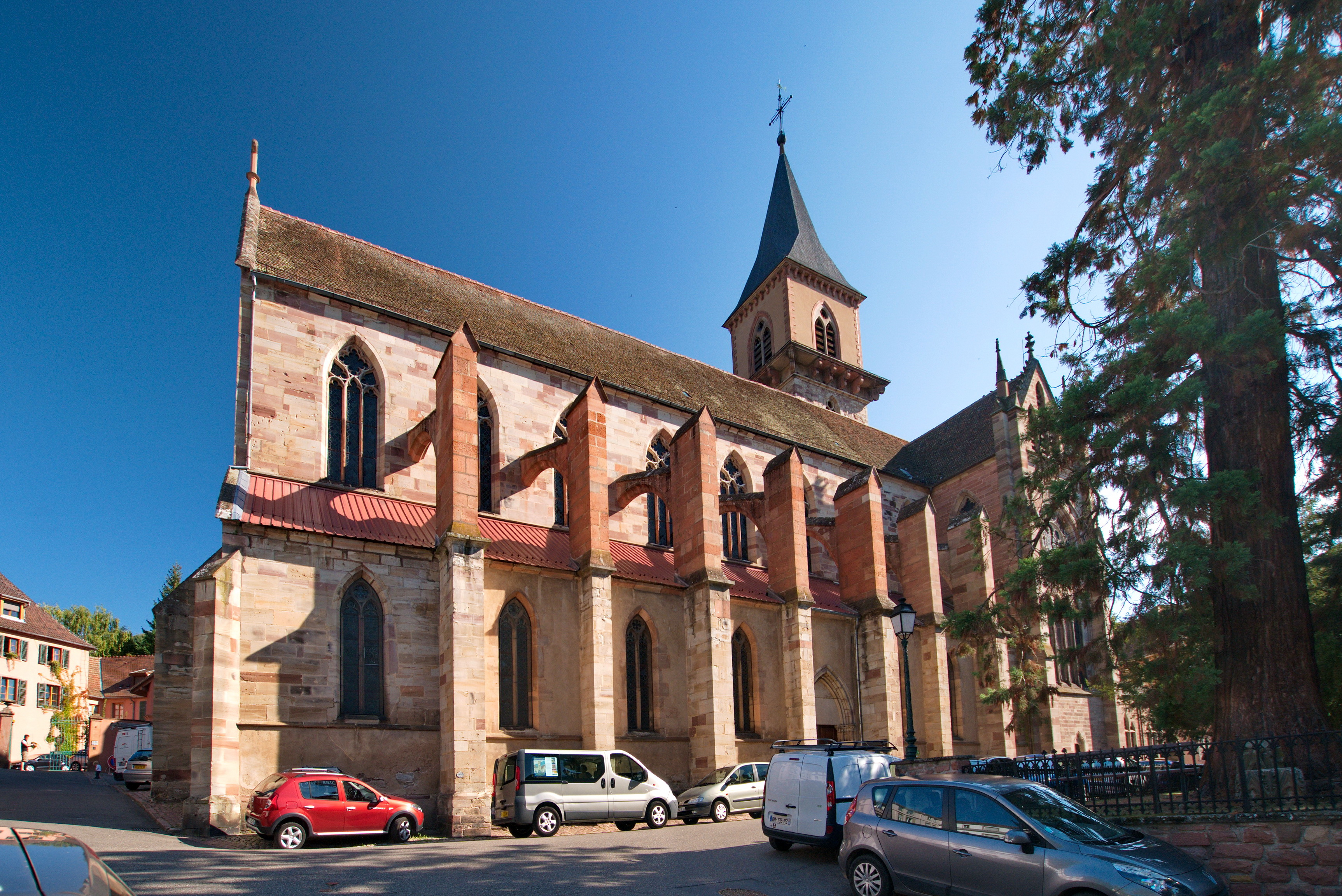
Церковь Сен-Грегор